# Rosyjski Sojusz Ludowo-Demokratyczny
Rosyjski Sojusz Ludowo-Demokratyczny – rosyjska partia polityczna założona przez byłego premiera Michaiła Kasjanowa. 
Sojusz Ludowo-Demokratyczny jest jednym z elementów antyputinowskiej opozycji pod nazwą Inna Rosja, która chciała wygrać wybory prezydenckie w 2008 roku. Sojusz Ludowo-Demokratyczny został wykluczony z możliwości startu w wyborach przez Kremlowskie władze.